# ANNE+ (film)
ANNE+ is een Nederlandse film uit 2021, geregisseerd door Valerie Bisscheroux. De film is een vervolg op de televisieserie ANNE+, met in de titelrol Hanna van Vliet. Overige hoofdrollen worden gespeeld door Jouman Fattal en Thorn Roos de Vries als genderqueer.

## Verhaal
Als Anne op het punt staat te emigreren naar Canada, komen er problemen in haar relatie en carrière als schrijfster van haar nieuwe roman.

## Rolverdeling
| Acteur               | Personage    |
| -------------------- | ------------ |
| Hanna van Vliet      | Anne         |
| Jouman Fattal        | Sara         |
| Thorn Roos de Vries  | Lou          |
| Jade Olieberg        | Jip          |
| Eline van Gils       | Lily         |
| Jesse Mensah         | Max          |
| Huib Cluistra        | Teun         |
| Ayla Satijn          | Maya         |
| Amy van der Weerden  | Daantje      |
| Anne Chris Schulting | Stella       |
| Hein van der Heijden | Jos          |
| Jacqueline Blom      | Liesbeth     |
| Romana Vrede         | Jill         |
| Georgina Verbaan     | Schrijfcoach |

## Release
De film ging in première op 14 oktober 2021 in de Nederlandse bioscoop en verscheen op 11 februari 2022 in 190 landen en ondertiteld in 32 talen op de streamingdienst Netflix.

## Ontvangst
De film werd over het algemeen positief ontvangen door de Nederlandse dagbladen.